# Томас Волш
Томас Волш (енгл. Tomas Walsh; Тимару 1. март 1992.) је новозеландски атлетичар који се такмичи у бацању кугле. Његов лични рекорд је 22,90 метара.
Волш је био освајач бронзане медаље на Светском првенству у дворани 2014, освајач сребрне медаље на Играма Комонвелта 2014. и златне 2022. Био је 4. на Светском првенству у атлетици 2015, победник Светског првенства у дворани 2016, освајач бронзане медаље на Олимпијским играма 2016, освајач златне медаље на Светском првенству 2017. и бронзаних медаља на Светском првенству 2019., Светском првенству у дворани 2022. и Олимпијским играма 2020.
Освојио је златну медаљу на Светском првенству у дворани 2025 у Нанкингу са хицем од 21,65 метара.

## Лични живот
Волш ради повремено као грађевинац у свом родном граду Тимару.
| Представљајући Нови Зеланд | Представљајући Нови Зеланд         | Представљајући Нови Зеланд      | Представљајући Нови Зеланд | Представљајући Нови Зеланд | Представљајући Нови Зеланд |
| Година                     | Такмичење                          | Место                           | Пласман                    | Дисциплина                 | Резултат                   |
| -------------------------- | ---------------------------------- | ------------------------------- | -------------------------- | -------------------------- | -------------------------- |
| 2009                       | Светско првенство за млађе јуниоре | Бресаноне, Италија              | 6.                         | Бацање кугле (5 кг)        | 19.60 м                    |
| 2009                       | Светско првенство за млађе јуниоре | Бресаноне, Италија              | 31.                        | Бацање диска (1.5 кг)      | 48.83 м                    |
| 2010                       | Светско првенство за јуниоре       | Монктон, Канада                 | 16.                        | Бацање кугле (6 кг)        | 17.92 м                    |
| 2014                       | Светско првенство у дворани        | Сопот, Пољска                   | 3.                         | Бацање кугле               | 21.26 м                    |
| 2014                       | Игре Комонвелта                    | Глазгов, Уједињено Краљевство   | 2.                         | Бацање кугле               | 21.19 м                    |
| 2015                       | Светско првенство                  | Пекинг, Кина                    | 4.                         | Бацање кугле               | 21.58 м                    |
| 2016                       | Светско првенство у дворани        | Портланд, САД                   | 1.                         | Бацање кугле               | 21.78 м                    |
| 2016                       | Олимпијске игре                    | Рио де Жанеиро, Бразил          | 3.                         | Бацање кугле               | 21.36 м                    |
| 2017                       | Светско првенство                  | Лондон, Уједињено Краљевство    | 1.                         | Бацање кугле               | 22.03 м                    |
| 2018                       | Светско првенство у дворани        | Бирмингем, Уједињено Краљевство | 1.                         | Бацање кугле               | 22.31 м                    |
| 2018                       | Игре Комонвелта                    | Голд Коуст, Аустралија          | 1.                         | Бацање кугле               | 21.41 м                    |
| 2019                       | Светско првенство                  | Доха, Катар                     | 3.                         | Бацање кугле               | 22.90 м                    |
| 2021                       | Олимпијске игре                    | Токио, Јапан                    | 3.                         | Бацање кугле               | 22.47 м                    |
| 2022                       | Светско првенство у дворани        | Београд, Србија                 | 3.                         | Бацање кугле               | 22.31 м                    |
| 2022                       | Светско првенство                  | Јуџин, САД                      | 4.                         | Бацање кугле               | 22.08 м                    |
| 2022                       | Игре Комонвелта                    | Бирмингем, Уједињено Краљевство | 1.                         | Бацање кугле               | 22.26 м                    |
| 2023                       | Светско првенство                  | Будимпешта, Мађарска            | 4.                         | Бацање кугле               | 22.05 м                    |
| 2024                       | Светско првенство у дворани        | Глазгов, Уједињено Краљевство   | 2.                         | Бацање кугле               | 22.07 м                    |
| 2024                       | Олимпијске игре                    | Париз, Француска                | 12.                        | Бацање кугле               | Без резултата              |
| 2025                       | Светско првенство у дворани        | Нанкинг, Кина                   | 1.                         | Бацање кугле               | 21,65 м                    |